# 조원도서관
조원도서관은 서울특별시 관악구 신림동에 소재한 구립도서관이다.

## 연혁
- 2011년 2월 9일 조원 도서관 개관
- 2011년 5월 4일 책나래 상호대차 서비스 개시 (관악구통합도서관 참여 도서관으로 확대)
- 2011년 5월 4일 대출자료 제한 수 현행(5권)으로 확대

## 시설현황
- 3층: 어린이자료실
- 4층: 종합자료실, 다문화/장애인자료실

## 이용방법
이용시간
| 구분         | 평일          | 주말(토·일요일) |
| ------------ | ------------- | --------------- |
| 종합자료실   | 09:00 ~ 20:00 | 09:00 ~ 17:00   |
| 어린이자료실 | 09:00 ~ 18:00 | 09:00 ~ 17:00   |
| 장애인자료실 | 09:00 ~ 18:00 | 09:00 ~ 17:00   |

휴관일
- 정기휴관일: 매주 수요일
- 법정공휴일: 일요일을 제외한 국가법정공휴일 (단, 일요일과 법정공휴일이 겹칠 경우 휴관)
- 임시휴관일 : 도서관 사정으로 휴관하는 날

대출방법
- 대출: 1인 5권, 기간 14일(2주)
- 연장: 1회 7일
- 연체: 연체일수 만큼 대출 정지
- 대출불가자료: 연속간행물, 참고자료, 희귀자료·고서·귀중본, 비도서(부록제외), 기타 관장이 관외 대출 제한이 필요하다고 인정되는 자료

## 참조
1. ↑  “조원도서관 홈페이지 자료현황”. 2014년 12월 7일에 원본 문서에서 보존된 문서. 2016년 3월 21일에 확인함.
2. ↑  자료없음